# Jorge Guardiola
Jorge Guardiola (Madrid, 11 settembre 1963) è un ex tiratore a volo spagnolo.

## Palmarès

### Olimpiadi
- 1 medaglia:
  - 1 bronzo (Seul 1988 nello skeet)